# USS Taussig (DD-746)
O USS Taussig (DD-746) foi um Destroyer norte-americano que serviu durante a Segunda Guerra Mundial.

## Comandantes
| Comandante                   | Data                    |
| ---------------------------- | ----------------------- |
| Cdr. Josephus Amberg Robbins | 20 de Maio de 1944 -??? |
| Cdr. Warren Howard Mcclain   | ?? -??                  |